# Логика второго порядка
Логика второго порядка в математической логике — формальная система, расширяющая логику первого порядка возможностью квантификации общности и существования не только над переменными, но и над предикатами и функциональными символами. Логика второго порядка несводима к логике первого порядка. В свою очередь, она расширяется логикой высших порядков и теорией типов.

## Язык и синтаксис
Формальные языки логики второго порядка строятся на основе множества функциональных символов {\displaystyle {\mathcal {F}}} и множества предикатных символов {\displaystyle {\mathcal {P}}}. С каждым функциональным и предикатным символом связана арность (число аргументов). Также используются дополнительные символы
- Символы индивидуальных переменных, обычно {\displaystyle \ x,y,z,x_{1},y_{1},z_{1},x_{2},y_{2},z_{2}} и т. д.
- Символы функциональных переменных {\displaystyle \ F,G,H,F_{1},G_{1},H_{1},F_{2},G_{2},H_{2}} и т. д. Каждой функциональной переменной соответствует некоторое положительное число — арность функции.
- Символы предикатных переменных {\displaystyle \ P,R,S,P_{1},R_{1},S_{1},P_{2},R_{2},S_{2}} и т. д. Каждой предикатной переменной соответствует некоторое положительное число — арность предиката.
- Пропозициональные связи: {\displaystyle \lor ,\land ,\neg ,\to },
- Кванторы общности {\displaystyle \forall } и существования {\displaystyle \exists },
- Служебные символы: скобки и запятая.

Перечисленные символы вместе с символами {\displaystyle {\mathcal {P}}} и {\displaystyle {\mathcal {F}}} образуют алфавит логики первого порядка. Более сложные конструкции определяются индуктивно.
- Терм — это символ индивидуальной переменной, либо выражение, которое имеет вид {\displaystyle \ f(t_{1},\ldots ,t_{n})}, где {\displaystyle \ f} — функциональный символ арности {\displaystyle \ n}, а {\displaystyle \ t_{1},\ldots ,t_{n}} — термы либо выражение вида {\displaystyle \ F(t_{1},\ldots ,t_{n})}, где {\displaystyle \ F} — функциональная переменная арности {\displaystyle \ n}, а {\displaystyle \ t_{1},\ldots ,t_{n}} — термы.
- Атом — имеет вид {\displaystyle \ p(t_{1},\ldots ,t_{n})}, где {\displaystyle p} — предикатный символ арности {\displaystyle \ n}, а {\displaystyle \ t_{1},\ldots ,t_{n}} — термы или {\displaystyle \ P(t_{1},\ldots ,t_{n})}, где {\displaystyle P} — предикатная переменная арности {\displaystyle \ n}, а {\displaystyle \ t_{1},\ldots ,t_{n}} — термы.
- Формула — это или атом, или одна из следующих конструкций: {\displaystyle \neg A,(A_{1}\lor A_{2}),(A_{1}\land A_{2}),(A_{1}\to A_{2}),\forall xA,\exists xA,\forall FA,\exists FA,\forall PA,\exists PA}, где {\displaystyle \ A,A_{1},A_{2}} — формулы, а {\displaystyle \ x,F,P} — индивидуальная, функциональная и предикатная переменные. (Конструкции {\displaystyle \forall FA,\exists FA,\forall PA,\exists PA} являются формулами второго и не первого порядка).

## Семантика
В классической логике интерпретация формул логики второго порядка задаётся на модели второго порядка, которая определяется следующими данными.
- Базовое множество {\displaystyle {\mathcal {D}}},
- Семантическая функция {\displaystyle \sigma }, которая отображает
  - каждый {\displaystyle n}-арный функциональный символ {\displaystyle f} из {\displaystyle {\mathcal {F}}} в {\displaystyle n}-арную функцию {\displaystyle \sigma (f):{\mathcal {D}}\times \ldots \times {\mathcal {D}}\rightarrow {\mathcal {D}}},
  - каждый {\displaystyle n}-арный предикатный символ {\displaystyle p} из {\displaystyle {\mathcal {P}}} в {\displaystyle n}-арное отношение {\displaystyle \sigma (p)\subseteq {\mathcal {D}}\times \ldots \times {\mathcal {D}}}.

## Свойства
В отличие от логики первого порядка, логика второго порядка не имеет свойств полноты и компактности. Также в этой логике является неверным утверждение теоремы Лёвенгейма — Скулема.